# Kilkare Woods
Kilkare Woods (lingua inglese: "foresta Kilkare") è un centro abitato della Contea di Alameda, in California, negli Stati Uniti.

## Censimento 2000
Lingue di Kilkare Woods
- Lingua inglese: 96%
- Lingua hindi 3%
- Lingua spagnola 1%